# Brageac
Brageac település Franciaországban, Cantal megyében. Lakosainak száma 77 fő (2022. január 1.). Brageac Ally, Chalvignac, Chaussenac, Mauriac és Pleaux községekkel határos.

## Népesség
A település népességének változása:
| Lakosok száma | 107  | 64   | 74   | 69   | 70   | 73   | 76   | 76   | 76   | 77   |
|               | 1968 | 1990 | 2006 | 2011 | 2015 | 2016 | 2018 | 2019 | 2021 | 2022 |